# Wangelau
Wangelau er en kommune i det nordlige Tyskland, beliggende i Amt Lütau i den sydøstlige del af Kreis Herzogtum Lauenburg. Kreis Herzogtum Lauenburg ligger i delstaten Slesvig-Holsten.

## Geografi
Wangelau ligger cirka otte km nord for byen Lauenburg og cirka seks kilometer sydøst for Schwarzenbek.